# Theridion zebrinum
Theridion zebrinum är en spindelart som beskrevs av Zhu 1998. Theridion zebrinum ingår i släktet Theridion och familjen klotspindlar. Inga underarter finns listade i Catalogue of Life.